# Ludina
Die Ludina ist ein rechter Nebenfluss der Bečva in Tschechien.

## Geographie
Die Ludina entspringt im Süden der Oderberge zwischen den Dörfern Lipná, Hilbrovice, Jindřichov und Partutovice. Entlang ihres nach Süden in die Mährische Pforte führenden Laufes erstrecken sich das Dorf Střítež nad Ludinou und die Ansiedlungen Podevsí und V Končinách. Anschließend wird der Bach von der Autobahn D 1 und der Bahnstrecke Hranice - Suchdol nad Odrou überbrückt. Der Unterlauf der Ludina führt durch das Stadtgebiet von Hranice, wobei sie die Innenstadt östlich und südlich umfließt. Hier mündet die Ludina nach 15,1 Kilometern zusammen mit der Velička in die Bečva. Ihr Einzugsgebiet beträgt 30,4 km².

## Zuflüsse
- Račí potok (l), Hranice